# Ozero Sitnjanskoje
Ozero Sitnjanskoje (ryska: Озеро Ситнянское) är en sjö i Belarus.   Den ligger i voblasten Vitsebsks voblast, i den nordöstra delen av landet, 220 km nordost om huvudstaden Minsk. Ozero Sitnjanskoje ligger 152 meter över havet. Arean är 0,16 kvadratkilometer. Den sträcker sig 0,6 kilometer i nord-sydlig riktning, och 0,9 kilometer i öst-västlig riktning.
I omgivningarna runt Ozero Sitnjanskoje växer i huvudsak blandskog. Runt Ozero Sitnjanskoje är det glesbefolkat, med 17 invånare per kvadratkilometer.